# Liste in Mosambik vorhandener Dampflokomotiven
Dies ist eine Liste erhaltener Dampflokomotiven auf dem Gebiet von Mosambik.

## Lokomotiven mit 42"
| Foto | Nummer oder Name                    | Bauart / Achsfolge | Hersteller                   | Fabrik-nr. | Baujahr | Historie | Eigentümer / Betreiber / Strecke | Bemerkungen |
| ---- | ----------------------------------- | ------------------ | ---------------------------- | ---------- | ------- | -------- | -------------------------------- | ----------- |
|      | CFM No. 82                          | 1’D1’              | Henschel & Sohn (Kassel)     | 28382      | 1950    |          | Biera Loco Depot                 | [ 1 ]       |
|      | CFM No. 84                          | 1’D1’              | Henschel & Sohn (Kassel)     | 29070      | 1955    |          | Biera Loco Depot                 | [ 2 ]       |
|      | CFM No. 91                          | 1’D1’              | Baldwin Locomotive Works     | 29072      | 1955    |          | Biera Loco Depot                 | [ 3 ]       |
|      | CFM No. 92                          | 1’D1’              | Baldwin Locomotive Works     | 73070      | 1946    |          | Biera Loco Depot                 | [ 4 ]       |
|      | CFM No. 95                          | 1’D1’              | Baldwin Locomotive Works     | 73071      | 1946    |          | Biera Loco Depot                 | [ 5 ]       |
|      | CFM No. 96                          | 1’D1’              | Baldwin Locomotive Works     | 73074      | 1946    |          | Biera Loco Depot                 | [ 6 ]       |
|      | CFM No. ?                           | 1’D1’              | ?                            |            |         |          | Manica Brewery                   | [ 7 ]       |
|      | CFM No. ?                           | 1’E1’              | Henschel & Sohn (Kassel)     |            |         |          | Manica Brewery                   | [ 8 ]       |
|      | CFM No. 952                         | (2’D1’)(1’D2’)     | Haine St. Pierre             | 2060       | 1952    |          | Biera Loco Depot                 | [ 9 ]       |
|      | CFM No. 953                         | (2’D1’)(1’D2’)     | Haine St. Pierre             | 2061       | 1952    |          | Biera Loco Depot                 | [ 10 ]      |
|      | CFM No. 10                          | 2’D                | North British Locomotive Co. | 16086      | 1903    |          | Biera Loco Depot                 | [ 11 ]      |
|      | CFM No. 257                         | 1’E1’              | Henschel & Sohn (Kassel)     | 29050      | 1955    |          | Biera Loco Depot                 | [ 12 ]      |
|      | CFM No. 54                          | D1                 | Henschel & Sohn (Kassel)     | 29051      | 1955    |          | Biera Loco Depot                 | [ 13 ]      |
|      | CFM No. 259                         | 1’E1’              | Henschel & Sohn (Kassel)     | 29052      | 1955    |          | Goba Depot                       | [ 14 ]      |
|      | Rhodesian Railways No. 901 (215)    | (1’C1’)(1’C1’)     | Beyer Peacock & Co.          | 6510       | 1928    |          | Gondola Depot                    | [ 15 ]      |
|      | CFM No. 954                         | (2’D1’)(1’D2’)     | Haine St. Pierre             | 2062       | 1952    |          | Gondola Depot                    | [ 16 ]      |
|      | CFM No. 956                         | (2’D1’)(1’D2’)     | Haine St. Pierre             | 2064       | 1952    |          | Gondola Depot                    | [ 17 ]      |
|      | CFM No. 961                         | (2’D1’)(1’D2’)     | Haine St. Pierre             | 2069       | 1952    |          | Gondola Depot                    | [ 18 ]      |
|      | CFM No. 962                         | (2’D1’)(1’D2’)     | Haine St. Pierre             | 2070       | 1952    |          | Gondola Depot                    | [ 19 ]      |
|      | CFM No. 971                         | (2’D1’)(1’D2’)     | Henschel & Sohn (Kassel)     | 28642      | 1956    |          | Gondola Depot                    | [ 20 ]      |
|      | CFM No. 972                         | (2’D1’)(1’D2’)     | Henschel & Sohn (Kassel)     | 28643      | 1956    |          | Gondola Depot                    | [ 21 ]      |
|      | CFM No. 973                         | (2’D1’)(1’D2’)     | Henschel & Sohn (Kassel)     | 28644      | 1956    |          | Gondola Depot                    | [ 22 ]      |
|      | Rhodesian Railways No. 982 (74410)  | (1’D1’)(1’D1’)     | Beyer Peacock & Co.          | 7067       | 1943    |          | Gondola Depot                    | [ 23 ]      |
|      | Rhodesian Railways No. 983 (74411)  | (1’D1’)(1’D1’)     | Beyer Peacock & Co.          | 7068       | 1943    |          | Gondola Depot                    | [ 24 ]      |
|      | Rhodesian Railways No. 985 (74413)  | (1’D1’)(1’D1’)     | Beyer Peacock & Co.          | 7070       | 1943    |          | Gondola Depot                    | [ 25 ]      |
|      | Rhodesian Railways No. 986 (74414)  | (1’D1’)(1’D1’)     | Beyer Peacock & Co.          | 7071       | 1943    |          | Gondola Depot                    | [ 26 ]      |
|      | Congo Ocean Railway No. 991 (74407) | (1’D1’)(1’D1’)     | Beyer Peacock & Co.          | 7064       | 1953    |          | Gondola Depot                    | [ 27 ]      |
|      | CFM No. 951                         | (2’D1’)(1’D2’)     | Haine St. Pierre             | 2059       | 1952    |          | Gondola Depot                    | [ 28 ]      |
|      | CFM No. 957                         | (2’D1’)(1’D2’)     | Haine St. Pierre             | 2065       | 1952    |          | Gondola Depot                    | [ 29 ]      |
|      | CFM No. 06                          | 1’D                | St. Leonard (Liege)          | 1949       | 1922    |          | Inhambane Works                  | [ 30 ]      |
|      | CFM No. 07                          | 1’D                | St. Leonard (Liege)          | 1950       | 1922    |          | Inhambane Works                  | [ 31 ]      |
|      | CFM No. 08                          | 1’D                | St. Leonard (Liege)          | 1951       | 1922    |          | Inhambane Works                  | [ 32 ]      |
|      | CFM No. 571                         | 1’C1’              | H.K. Porter                  | 7294       | 1941    |          | Inhambane Works                  | [ 33 ]      |
|      | TZR No. 60                          | 1’D1’              | North British Locomotive Co. | 27782      | 1957    |          | Inhaminga Works                  | [ 34 ]      |
|      | TZR No. ?                           | 1’D1’              | ?                            |            |         |          | Inhaminga Works                  | [ 35 ]      |
|      | TZR No. ?                           | 1’D1’              | ?                            |            |         |          | Inhaminga Works                  | [ 36 ]      |
|      | TZR No. ?                           | 1’D1’              | ?                            |            |         |          | Inhaminga Works                  | [ 37 ]      |
|      | CFM No. 20                          | 1’D                | Orenstein & Koppel           | 12110      | 1930    |          | Inharrime line                   | [ 38 ]      |
|      | CFM No. 572                         | 1’C1’              | H.K. Porter                  | 7295       | 1941    |          | Inharrime line                   | [ 39 ]      |
|      | CFM No. 502                         | 1’C1’              | Henschel & Sohn (Kassel)     | 22782      | 1935    |          | Inharrime line                   | [ 40 ]      |
|      | CFM No. 959                         | (2’D1’)(1’D2’)     | Haine St. Pierre             | 2067       | 1952    |          | Machipanda Shed                  | [ 41 ]      |
|      | CFM No. 9                           | 2’C                | Dubs & Co.                   | 2760       | 1892    |          | Maputo Roundhouse                | [ 42 ]      |
|      | CFM No. 707                         | 2’D1’              | Montreal Locomotive Works    | 76132      | 1948    |          | Maputo Roundhouse                | [ 43 ]      |
|      | CFM No. 708                         | 2’D1’              | Montreal Locomotive Works    | 76133      | 1948    |          | Maputo Roundhouse                | [ 44 ]      |
|      | CFM No. 67                          | E                  | Henschel & Sohn (Kassel)     | 22381      | 1934    |          | Maputo Roundhouse                | [ 45 ]      |
|      | CFM No. 703                         | 2’D1’              | Montreal Locomotive Works    | 76128      | 1948    |          | Maputo Roundhouse                | [ 46 ]      |
|      | CFM No. 704                         | 2’D1’              | Montreal Locomotive Works    | 76129      | 1948    |          | Maputo Roundhouse                | [ 47 ]      |
|      | CFM No. 1                           | C                  | Orenstein & Koppel           | 6997       | 1914    |          | Maputo Roundhouse                | [ 48 ]      |
|      | CFM No. 332                         | 2’C1’              | Henschel & Sohn (Kassel)     | 29067      | 1955    |          | Maputo Roundhouse                | [ 49 ]      |
|      | Sena Sugar No. 5                    | C1                 | Fowler                       | 12818      | 1911    |          | Sena Sugar estates               | [ 50 ]      |
|      | Sena Sugar No. ?                    | C                  | Peckett & Sons               |            |         |          | Sena Sugar estates               | [ 51 ]      |
|      | Sena Sugar No. ?                    | C                  | Peckett & Sons               |            |         |          | Sena Sugar estates               | [ 52 ]      |
|      | Sena Sugar No. ?                    | C                  | Peckett & Sons               |            |         |          | Sena Sugar estates               | [ 53 ]      |
|      | CFM No. 59                          | 1’D1’              | North British Locomotive Co. | 27781      | 1957    |          | Moatize Depot                    | [ 54 ]      |
|      | CFM (RR) No. 453                    | 2’D1’              | Montreal Locomotive Works    | 75470      | 1947    |          | Moatize Depot                    | [ 55 ]      |
|      | CFM No. 270                         | 1’E1’              | Henschel & Sohn (Kassel)     | 29063      | 1955    |          | Moatize Depot                    | [ 56 ]      |
|      | CFM No. 253                         | 1’E1’              | Henschel & Sohn (Kassel)     | 29046      | 1955    |          | Moatize Depot                    | [ 57 ]      |
|      | CFM No. 100                         | (1’C)C             | ALCO                         | 50846      | 1912    |          | Moatize Depot                    | [ 58 ]      |
|      | CFM No. 101                         | (1’C)C             | ALCO                         | 50847      | 1912    |          | Moatize Depot                    | [ 59 ]      |
|      | CFM No. 145                         | 2’D1’              | ?                            |            |         |          | Nacala Yard                      | [ 60 ]      |
|      | CFM No. 147                         | 2’D1’              | ?                            |            |         |          | Nacala Yard                      | [ 61 ]      |
|      | CFM No. ?                           | 2’D1’              | ?                            |            |         |          | Nacala Yard                      | [ 62 ]      |
|      | CFM No. 813                         | 2’B1’              | Henschel & Sohn (Kassel)     | 19908      | 1923    |          | Nampula Yard                     | [ 63 ]      |
|      | CFM No. 14x                         | 1’D1’              | SACM (Graffenstaden)         |            | 1950    |          | Nampula Yard                     | [ 64 ]      |
|      | CFM No. 511                         | 1’C1’              | Henschel & Sohn (Kassel)     | 22783      | 1935    |          | Nampula Yard                     | [ 65 ]      |
|      | CFM No. 611                         | 1’D1’              | Henschel & Sohn (Kassel)     | 19901      | 1925    |          | Nampula Yard                     | [ 66 ]      |
|      | CFM No. 612                         | 1’D1’              | Henschel & Sohn (Kassel)     | 19902      | 1925    |          | Nampula Yard                     | [ 67 ]      |
|      | CFM No. 613                         | 1’D1’              | Henschel & Sohn (Kassel)     | 19903      | 1925    |          | Nampula Yard                     | [ 68 ]      |
|      | CFM No. 614                         | 1’D1’              | Henschel & Sohn (Kassel)     | 19904      | 1925    |          | Nampula Yard                     | [ 69 ]      |
|      | CFM No. 615                         | 1’D1’              | Henschel & Sohn (Kassel)     | 19900      | 1925    |          | Nampula Yard                     | [ 70 ]      |
|      | CFM No. 1                           | C                  | Henschel & Sohn (Kassel)     | 20244      | 1929    |          | Nampulo Railway Station          | [ 71 ]      |
|      | CFM No. 5                           | 1’D                | Henschel & Sohn (Kassel)     | 23341      | 1937    |          | Quelimane Depot                  | [ 72 ]      |
|      | CFM No. 503                         | 1’C1’              | Henschel & Sohn (Kassel)     | 23992      | 1938    |          | Quelimane Depot                  | [ 73 ]      |
|      | CFM No. 414                         | 2’D1’              | Baldwin Locomotive Works     | 73837      | 1948    |          | Quelimane Depot                  | [ 74 ]      |
|      | CFM No. 4                           | 1’D                | Henschel & Sohn (Kassel)     | 22423      | 1934    |          | Quelimane Depot                  | [ 75 ]      |
|      | CFM No. 406                         | 2’D1’              | Baldwin Locomotive Works     | 73829      | 1948    |          | Quelimane Depot                  | [ 76 ]      |
|      | CFM No. 409                         | 2’D1’              | Baldwin Locomotive Works     | 73832      | 1948    |          | Quelimane Depot                  | [ 77 ]      |
|      | CFM No. 412                         | 2’D1’              | Baldwin Locomotive Works     | 73835      | 1948    |          | Quelimane Depot                  | [ 78 ]      |
|      | CFM No. 413                         | 2’D1’              | Baldwin Locomotive Works     | 73836      | 1948    |          | Quelimane Depot                  | [ 79 ]      |

## Lokomotiven mit 30"
| Foto | Nummer oder Name | Bauart / Achsfolge | Hersteller                | Fabrik-nr. | Baujahr | Historie | Eigentümer / Betreiber / Strecke | Bemerkungen |
| ---- | ---------------- | ------------------ | ------------------------- | ---------- | ------- | -------- | -------------------------------- | ----------- |
|      | CFM (RR) No. 461 | 2’D1’              | Montreal Locomotive Works | 75478      | 1947    |          | Mutarara Depot                   | [ 80 ]      |

## Lokomotiven mit 750 mm
| Foto | Nummer oder Name            | Bauart / Achsfolge | Hersteller                               | Fabrik-nr. | Baujahr | Historie | Eigentümer / Betreiber / Strecke | Bemerkungen |
| ---- | --------------------------- | ------------------ | ---------------------------------------- | ---------- | ------- | -------- | -------------------------------- | ----------- |
|      | CFM (Gaza Railways) No. 013 | 1’C                | ALCO (Cooke)                             | 61465      | 1919    |          | Maputo Workshop                  | [ 81 ]      |
|      | CFM No. 081                 | 1’C                | ALCO                                     | 55840      | 1916    |          | Maputo Workshop                  | [ 82 ]      |
|      | CFM (Gaza Railways) No. 082 | 1’C                | Alco                                     | 56023      | 1916    |          | CFM Museum                       | [ 83 ]      |
|      | CFM No. 1 'Gaza'            | B                  | Couillet (geliefert durch Canon-Legrand) | 1218       | 1898    |          | Maputo Railway Station           | [ 84 ]      |
|      | CFM No. 012                 | 1’C                | ALCO (Cooke)                             | 61464      | 1919    |          | Xai Xai Depot                    | [ 85 ]      |
|      | CFM (Gaza Railways) No. 083 | 1’C                | ALCO                                     | 55840      | 1916    |          | Xai Xai Depot                    | [ 86 ]      |
|      | CFM (Gaza Railways) No. 05  | 1’C1’              | Baldwin Locomotive Works                 | 59205      | 1926    |          | Xai Xai Depot                    | [ 87 ]      |
|      | CFM (Gaza Railways) No. 06  | 1’D                | Baldwin Locomotive Works                 | 58180      | 1925    |          | Xai Xai Depot                    | [ 88 ]      |

## Lokomotiven mit 600 mm
| Foto | Nummer oder Name  | Bauart / Achsfolge | Hersteller               | Fabrik-nr. | Baujahr | Historie | Eigentümer / Betreiber / Strecke | Bemerkungen |
| ---- | ----------------- | ------------------ | ------------------------ | ---------- | ------- | -------- | -------------------------------- | ----------- |
|      | Sena Sugar No. 8  | B1                 | Orenstein & Koppel       | 11468      | 1927    |          | Sena Sugar estates               | [ 89 ]      |
|      | Sena Sugar No. 9  | B1                 | ?                        |            |         |          | Sena Sugar estates               | [ 90 ]      |
|      | Sena Sugar No. 17 | D                  | Henschel & Sohn (Kassel) | 20777      | 1927    |          | Sena Sugar estates               | [ 91 ]      |
|      | Sena Sugar No. 2  | B                  | ?                        |            |         |          | Sena Sugar estates               | [ 92 ]      |
|      | Sena Sugar No. 1  | D                  | Henschel & Sohn (Kassel) | 15540      | 1917    |          | Sena Sugar estates               | [ 93 ]      |
|      | Sena Sugar No. 13 | C                  | Peckett & Sons           | 2145       | 1953    |          | Sena Sugar estates               | [ 94 ]      |
|      | ? No. ?           | B                  | SLM (Winterthur)         | 3855       | 1944    |          | Companha du Boror                | [ 95 ]      |
|      | Sugar No. ?       | B                  | ?                        |            |         |          | Xinavane Sugar Mill              | [ 96 ]      |